# USS Vicksburg (CG-69)
USS Vicksburg (CG-69) – amerykański krążownik rakietowy typu Ticonderoga. Dwudziesta trzecia jednostka typu. Okrętowi nadano imię dla upamiętnienia oblężenia Vicksburga podczas wojny secesyjnej, a także dla uhonorowania miasta Vicksburg.

## Projekt i budowa
Zamówienie na budowę okrętu zostało złożone 25 lutego 1988 roku w stoczni Ingalls Shipbuilding znajdującej się w Pascagoula w stanie Missisipi. Rozpoczęcie budowy nastąpiło 30 maja 1990 roku. Podczas budowy zmieniono imię okrętu z „Port Royal” na „Vicksburg” . Wodowanie okrętu miało miejsce 7 września 1991 roku, wejście do służby 14 listopada 1992 roku .

## Służba
Wiosną 1994 roku „Vicksburg” został przydzielony na pół roku do grupy okrętów, której głównym komponentem był lotniskowiec USS „Saratoga”. W ramach tej grupy operował  na Adriatyku, głównie jako element zarządzania i kontroli przestrzeni powietrznej . W 1994 roku w zachodniej części Morza Śródziemnego wziął udział w manewrach wojskowych "Dynamic Impact 94".
W sierpniu 1994 roku pomagał w transporcie kubańskich uchodźców do bazy w Guantanamo. W kwietniu 1997 roku został przydzielony na pół roku do grupy okrętów, których głównym komponentem był lotniskowiec USS „John F. Kennedy”. Podczas tej misji brał udział m.in. w egzekwowaniu zakazu lotów nad południowym Irakiem. W czerwcu 1999 roku, w związku z manewrami morskimi "BALTOPS 1999" gościł w gdyńskim porcie .
8 marca 2002 roku w ramach grupy okrętów, których głównym komponentem był lotniskowiec USS „John F. Kennedy”, włączył się do działań związanych z operacją Enduring Freedom.
Okręt planowano wycofać ze służby w 2013 roku z powodu cięć budżetowych, jednak ostatecznie nie doszło do realizacji tych planów z powodu przeznaczenia środków w budżecie obrony na roku 2013 na bieżącą eksploatację okrętu.